# Ludwig Hagemann (Verwaltungsbeamter)
Ludwig (Louis) Hagemann (* 15. August 1784 in Arolsen; † 28. Juni 1872 ebenda) war ein deutscher Verwaltungsjurist und Regierungschef in Waldeck-Pyrmont.

## Leben
Hagemann besuchte ab 1798 das Gymnasium in Korbach und ab 1801 das Pädagogium in Ilfeld. Danach studierte er in Marburg und Göttingen Rechtswissenschaften und wurde 1807 Advokat und 1808 Stadtkommissar in Arolsen. 1810 wurde er Regierungs- und Justizsekretär, am 28. Januar 1814 Justizamtmann in Korbach und am 14. September 1814 Beamter mit dem Titel Justizrat am Oberjustizamt der Diemel und zugleich kurzfristig Stadtkommissar in Mengeringhausen. 1816 wurde er Mitglied der Regierung cum voto, also mit Stimmrecht. Am 23. September 1824 wurde mit dem Titel eines Regierungsrates und am 1. Oktober 1830 eines geheimen Regierungsrates ausgezeichnet. Von 1832 bis 1842 war er zugleich Obervorsteher des Waisenhauses und der Hospitäler.
Am 12. April 1843 wurde er als Nachfolger von Christian Varnhagen Regierungs- und Konsistorialdirektor, also Regierungschef der Regierung von Waldeck-Pyrmont. Aufgrund der Märzrevolution schied er zum 31. März 1848 als Regierungschef aus und Carl von Stockhausen führte seine Geschäfte kommissarisch weiter.
1821 wurde er zum Ehrenbürger von Arolsen ernannt.